# سیارک ۱۱۲۹۲
سیارک ۱۱۲۹۲ (به انگلیسی: 11292 Bunjisuzuki، نامگذاری:1991RC28) یازده هزار و دویست و نود و دومین سیارک کشف شده‌است که در ۸ سپتامبر ۱۹۹۱ کشف شد.
قدر مطلق سیارک برابر ۲۳.۴ است.